# 탐라쉬 공화국

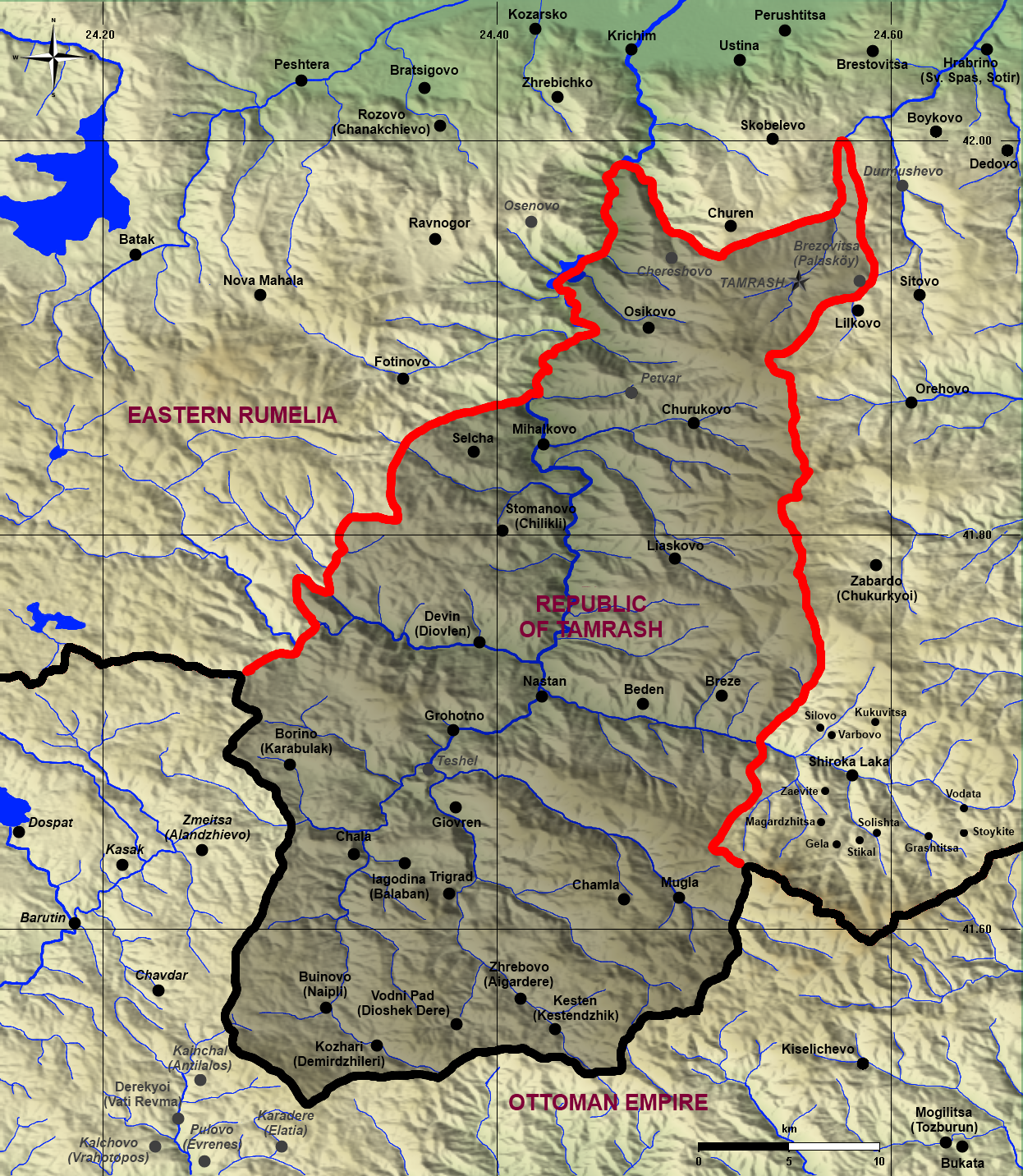
탐라쉬 공화국의 지도

탐라쉬 공화국(불가리아어: Тъмръшка република)은 로도피산맥의 탐라쉬 지역에 거주했던 포마크족의 자치공화국이었다. 1878년부터 1886년까지 존재했다.

## 역사
탐라쉬 공화국은 1886년 동루멜리아가 불가리아에 편입될 때까지 존속했다. 그 후 이 지역은 오스만 제국에 반환되었다.

## 같이 보기
- 서트라키아 임시정부